# Bernardo Antonio Vittone
Bernardo Antonio Vittone, né à Turin le 19 août 1704 et mort dans la même ville le 19 octobre 1770, est un architecte italien de l'école baroque piémontaise avec Guarino Guarini, Filippo Juvarra et Benedetto Alfieri.

## Biographie
Bernardo Antonio Vittone est le fils du marchand d'étoffes Giuseppe Nicolao Vittone (descendants de tisserands originaires de Cambiano et Chieri) et de Francesca Maria Comune. Devenu orphelin très jeune, il a été élevé par son frère, Filiberto Matteao, chanoine de la cathédrale de Turin, qui lui a donné, selon les volontés testamentaires de son père, une éducation soignée. La maison turinoise des Vittone, avec son échoppe, se trouvait sur le côté nord de la piazza delle Erbe (it). La formation architecturale du jeune Vittone a dû être assurée par son oncle architecte, Giovanni Giacomo Plantery, qui a été syndic de Turin en 1726 et 1751. C'est probablement son frère, chanoine, qui l'a présenté à Filippo Juvarra, dans sa vingtaine d'années. Vittone a reconnu la dette qu'il avait vis-à-vis de Juvarra qu'il appelait « il mio maestro ». Dans les mêmes années, il suivit un apprentissage chez l'architecte Giuseppe Nicolis di Robiliant dont la seule trace est un certificat qui a été publié en 2007 par Rita Binaghi. Il a commencé son travail d'architecte avec le palais Rubatti, en 1727, et probablement en collaborant aux projets dirigés par Filippo Juvarra.
En septembre 1731, il est en possession de tous les biens de sa famille. Un mois plus tard, il part pour Rome pour participer au concours Clementino organisé par l'Accademia di San Luca sur le thème d'une ville au milieu de la mer. Il remporte le premier prix ce qui lui a valu de devenir membre de l'Académie et de recevoir une récompense financière du souverain savoyard.
À Rome, il participe à un concours pour une façade de la basilique Saint-Jean-de-Latran, puis travaille sur la conception d'un temple dédié à Moïse et fait des copies de dessins de Carlo Fontana (1638-1714) que possédaient le cardinal Alessandro Albani.
Il repart au Piémont au printemps 1733 avec une lettre de recommandation du cardinal Albani et fait un arrêt à Florence. Du fait de la guerre de Succession de Pologne (1733-1736), il ne peut obtenir de commande royale à cause des difficultés financières et commence à écrire un livre sur l'architecture, en 1734. Il a ensuite travaillé dans sa région d'origine et a enseigné les mathématiques et l'architecture civile au Collège de la Province dont il a construit le palais en 1736. Il a terminé la mise en forme pour publication du traité d'architecture civile de Guarino Guarini, en 1737.
Après la mort de Filippo Juvarra, il a assuré seul la fin de la réalisation de l'église Sant'Andrea à Chieri. Il a travaillé aussi avec d'anciens commanditaires de Juvarra, les comtes Roero di Guarene et Solaro di Govone. En 1738, Giovanni Battista Borra a été étudiant dans son cabinet d'architecture avant de poursuivre une carrière brillante comme un archéologue, concepteur et architecte, au Moyen-Orient, en Angleterre et dans le Piémont. Il a travaillé avec plusieurs collaborateurs, dont l'architecte originaire de Carignan, Giovanni Battista Galletto, figure d'érudit, d'expert en science cabalistique, à la limite de l'ésotérisme, qui a donné la forme finale pour publication du dernier livre de Vittone, Istruzioni diverse, publié en 1766.
En 1739, les Franciscains de Nice demandent à Bernardo Vittone des plans pour reconstruire leur église. Il réalise un ensemble de plans après s'être rendu à Nice. Ce projet n'a pas été réalisé. À la même date il a travaillé pour les Pères Théatins de Nice pour reconstruire l'église Saint-Gaétan dont la première pierre a été posée le 9 janvier 1740.
Vittone et l'architecte de plusieurs édifices religieux et utilitaires (hospices, collèges, hôpitaux, remodelage du palais de l'Université et l'ensemble épiscopal de Pignerol). Il est surtout connu par ses églises à plan central, d'une grande inventivité, avec des coupoles de plan elliptique complexe, où la lumière anime les structures internes.
À partir de 1750, il commence à changer de langage, passant d'un style « à la Bernin » fait d'une lumière mystérieuse vers une lumière triomphante dans le goût du classicisme français.
Il a essentiellement travaillé à Turin et dans sa province et dans les autres possessions appartenant à la Maison de Savoie. Il a eu plusieurs collaborateurs et étudiants, parmi lesquels Tommaso Guerrino, Pietro Bonvicini (it), Mario Quarini, Giacomo Maria Contini. Le jeune architecte milanais Marcellino Segre s'est présenté à Giuseppe Piermarini pour travailler à la ville royale de Monza, se vantait d'avoir fait son apprentissage avec Vittone.
Dans les années 1760, il a aussi eu une activité de prêteur à intérêt. Après 1763, Vittone a son habitation et son atelier dans un pavillon se trouvant dans le palais turinois du marquis Ferrero d'Ormea (it).
En 1760, il publie chez Agnelli, imprimeur à Lugano, son premier traité complet d'architecture pour l'enseignement des jeunes architectes. Ce livre comprend deux volumes et a été imprimé à ses propres frais. On a trouvé des centaines de copies du livre chez Vittone après sa mort. Le livre comprend des chapitres sur la géométrie, l'arithmétique, l'algèbre, une théorie des ordres, des dissertations sur les matériaux, les méthodes de dessin, etc. C'est un des premiers cours élémentaires complets d'architecture publiés en Italie. Ce livre est dédié à Dieu. En 1766, il publie chez le même éditeur les Istruzioni diverse concernenti l'officio dell'architetto civile dédiée à la Vierge Marie, où il étudie le dimensionnement, l'hydraulique et la construction des ponts et tous les types de bâtiments de l'architecture civile. Il y inclut des méthodes de calcul des surfaces et des volumes des voûtes complexes. Dans la partie consacrée à la construction des ponts, il mentionne les travaux de Bélidor. Cependant il ne s'est pas appuyé sur la résistance des matériaux mais sur les habitudes liées aux traités de la Renaissance. Par rapport aux traités publiés à la même époque en France ou en Italie, il ne s'est pas intéressé à la mécanique et à l'expérience quantitative. Pour étudier les bâtiments, Vittone a utilisé un trame ou grille pour assembler les éléments architecturaux et déterminer les proportions et l'organisation des pièces, des portes et de fenêtres. Vittone avait une faible compréhension de la statique. Dans l'appendice 2, Istruzioni Armoniche, publiées par Giovanni Battista Galletto, il disserte sur la nature du son, sa propagation dans des espaces ouverts ou fermés et sa relation avec la musique. Il s'est aussi intéressé aux travaux de Newton sur la lumière.
Le 19 octobre 1770, alors que son cabinet d'architecture est un pleine activité, il est emporté par une crise d'apoplexie.

## Principaux édifices

### Bâtiments religieux

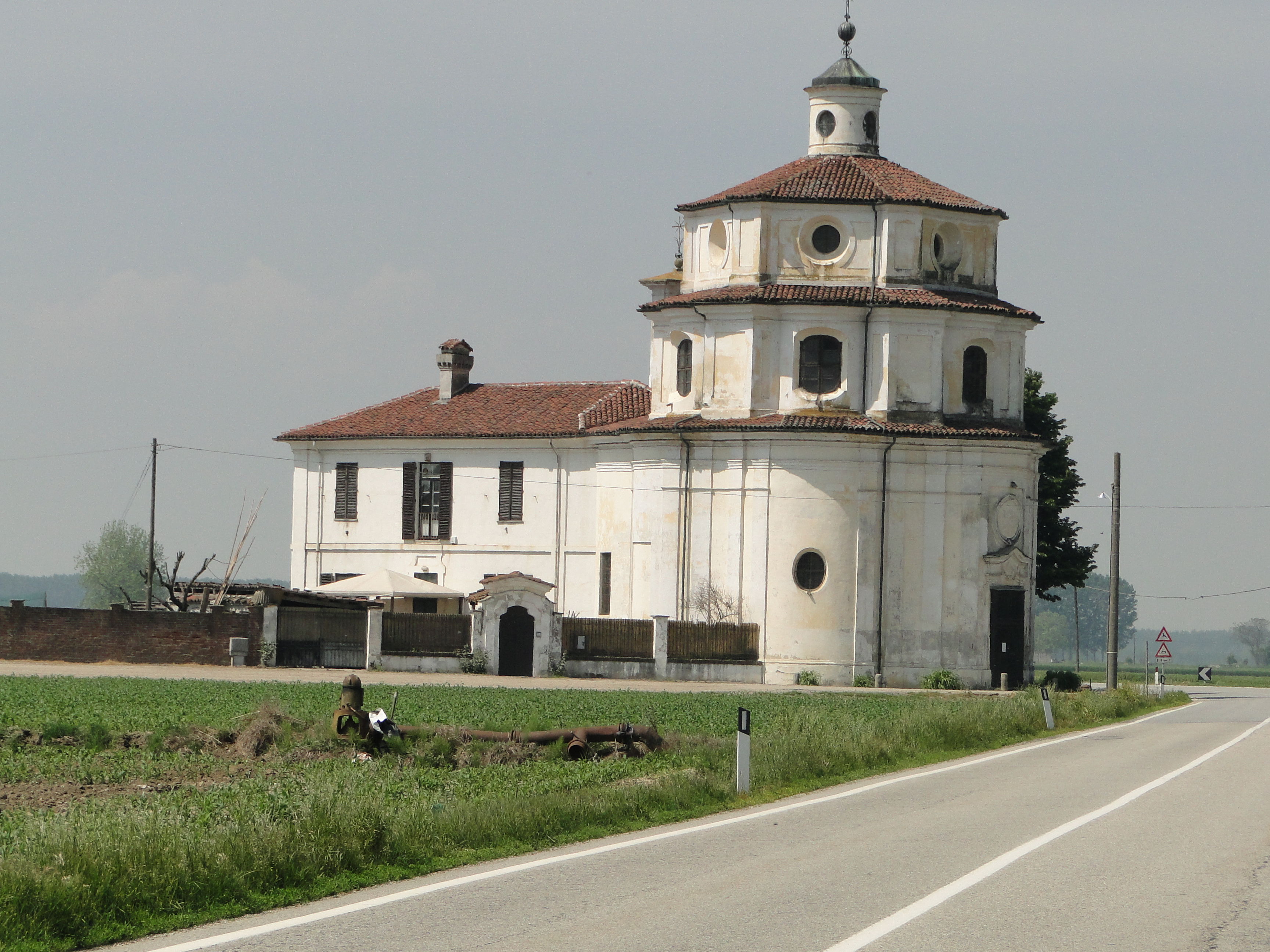
Chapelle-sanctuaire de la Visitation, à Valinotto

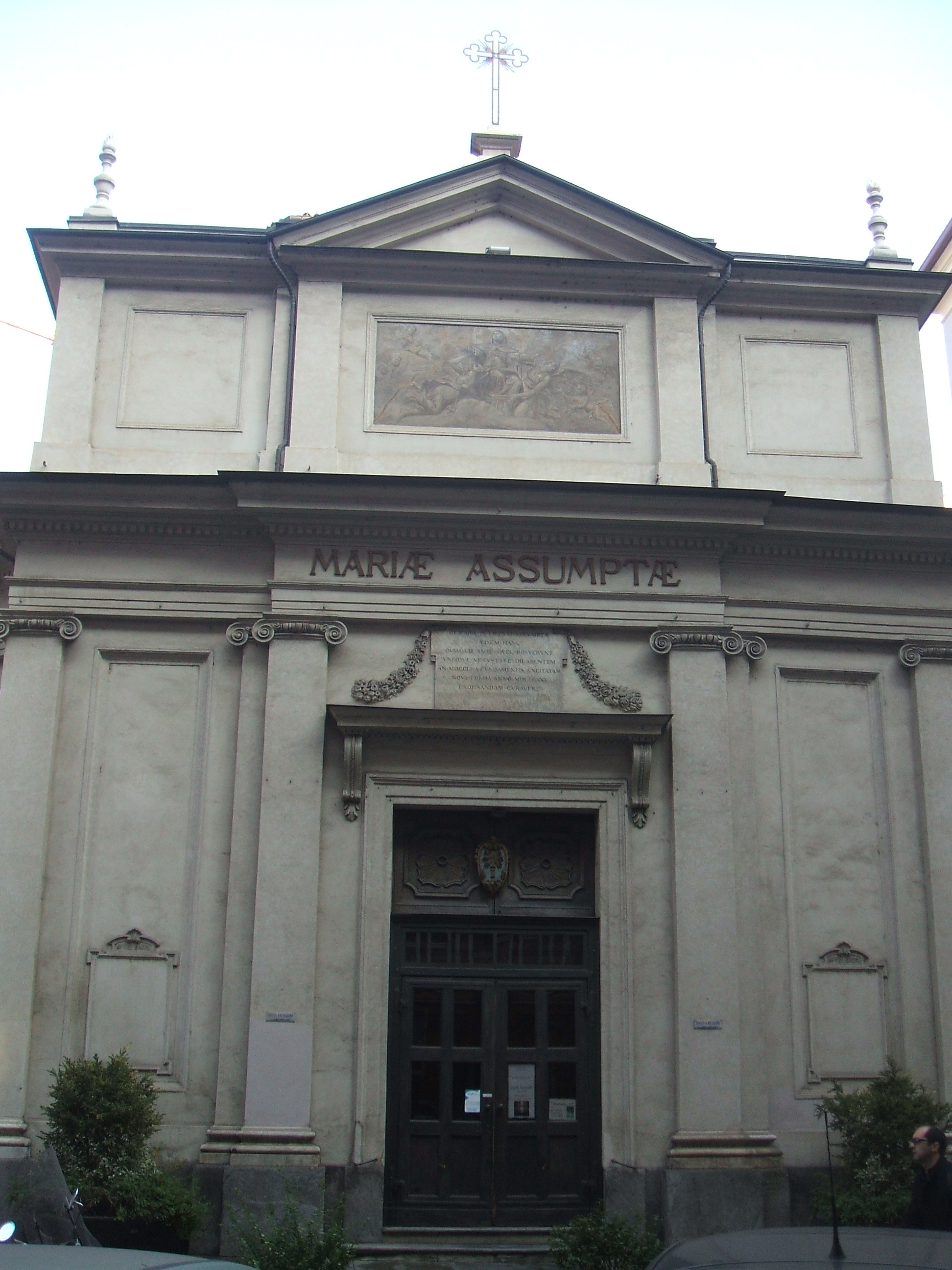
Église Santa Maria di Piazza, à Turin

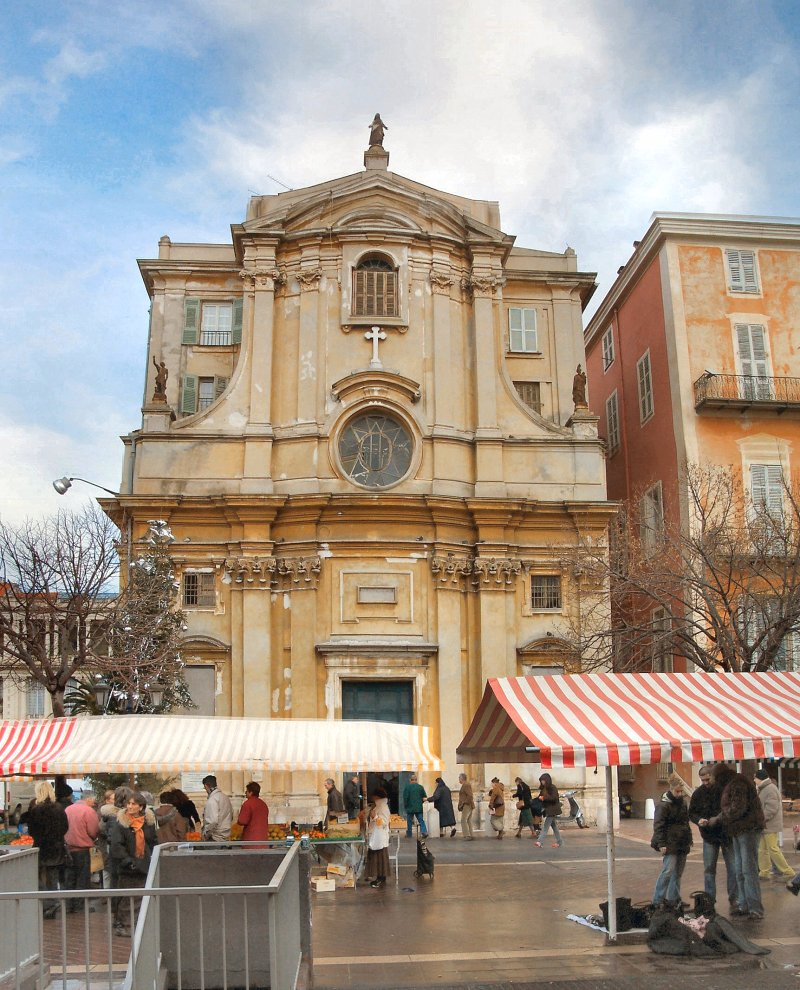
Église Saint-Gaétan, à Nice

- Église de San Giovanni Vincenzo, à Sant'Ambrogio di Torino,
- Église pour les religieuses de Sainte-Marie-Madeleine, à Alba, 1730 et suivantes,
- Église paroissiale de Santa Maria de Pecetto Torinese, 1730,
- Autel de l'église paroissiale, à Govone, 1735,
- Maître autel de la confrérie de Caramagna Piemonte, 1736
- Chapelle-sanctuaire de la Visitation de Marie à Valinotto, Carignano, (1738-1739).
- Mobilier pour la sacristie de l'église de l'Immaculée Conception, à Turin (1738-1739)
- Chœur et la sacristie de Santa Maria degli Angeli à Chivasso, 1740-1745
- Église des Saints-Vincent-et-Anastase à Cambiano - Façade, 1740-1741,
- Dôme de l'Église des Saints Bernardino et Rocco à Piazza Cavour, à Chieri, 1740-1742,
- Église paroissiale de Foglizzo, 1741-1742,
- Église des Saints-Marc-et-Léonard à Turin - 1741-1742 (démoli)
- Église Saint-Gaétan et le couvent pour les Théatins, à Nice, 1741,
- Église Immaculée Conception - autel de la chapelle de la Saint-Vincent-de-Paul, à Turin, 1742,
- Église de Santa Chiara à Bra (1742),
- Église de Santa Chiara, à Turin - 1742-1745,
- Chieri - Les travaux sur l'église de Saint-André, orgue et de réfectoire - 1743
- Turin - Église de l'Annonciation - baldaquin et maître autel, 1743-1745
- Turin - Conception et construction du chœur de l'église de Santa Maria di Piazza, 1747
- Maître autel du sanctuaire de Saint-Ignace sur le Monte Bastia, à Pessinetto, avec des statues d'Ignace Perucca, 1748
- Turin - Conception et construction du presbytère de l'église de Santa Maria di Piazza, 1748
- Mondovi - Reconstruction de l'église et le monastère des religieuses de S. Marie-Madeleine, 1749 et suiv.
- Turin - Église Saint-Antoine-Abbé, dôme et décoration, campanile, 1749-1752
- Cuneo - Achèvement du maître autel de la sanctuaire Notre-Dame-des-Anges (modification d'un modèle de Juvarra, partiellement réalisé), 1750
- Dôme de l'église paroissiale de San Germano, à San Germano Vercellese (1750).
- Église de Santa Maria Assunta, à Grignasco (1750).
- Église de Santa Maria di Piazza, à Turin (1751-1754).
- Façade de l'église de San Giorgio à Chieri (1752).
- Église de Santa Croce, à Villanova Mondovi (1755).
- Église de San Michele Arcangelo à Rivarolo Canavese (projet commencé en 1758 et achevé par l'architecte P. Bonvicino après la mort de Vittone). Il est considéré comme l'un des chefs-d'œuvre de Turin.
- Agrandissement de l'église de l'Assomption et de Saint-Nicolas dans Montanaro (1758-1764).
- L'élargissement de l'abside de la cathédrale de Santa Maria Assunta et San Gottardo, à Asti (1764).
- Église San Michele, à Borgo d'Ale (1770).
- La reconstruction de l'église de l'abbaye de Fruttuaria à San Benigno Canavese (1770), avec Mario Ludovico Quarini.
- Chapelle de Saint-Louis au Cimetière de Corteranzo Monferrato.

### Bâtiments civils
- Collège des Provinces de Turin à la Piazza Carlina (1737).
- Palais du monastère de Giriodi à Costigliole Saluzzo (1740).
- Hospice de la Charité à Casale Monferrato (commencé en 1740).
- Hospice des catéchumènes dans la Piazza Vittorio Veneto à Pignerol (1740).
- Mairie de Bra.
- Le théâtre anatomique de l'Hôpital de Saint-Jean-Baptiste de Turin (1757). Ce bâtiment a été détruit.
- Campanile municipal (ou de Santa Marta) dans Montanaro (1768 - 1772). (Travaux terminés par Mario Ludovico Quarini (it))

## Publications
- Corso d'archittura civile sopra li cinque ordine di Giacomo Barrozio da Vignola, 1734
- (it) Istruzioni elementari per indirizzo de giovani allo studio dell' Archittura civile divise in libre tre, e dedicate alla Maesta' infinita di Dio Ottimo Massimo, Agnelli, Lugano, 1760 Texte
- Istruzioni diverse concernenti l'officio dell'architetto civile, ed inservienti d'elucidazione, ed aumento alle istruzioni elementari d'architettura gia al pubblico consegnate; ove si tratta della misura, delle fabbriche, del moto: divise in libri due e dedicate alla gran Vergine, e madre di Dio Maria Santissima, Agnelli, Lugano, 1766 Texte
- Istruzioni diverse, appendice 2, Istruzioni Armoniche osia Breve Tratatto sopra la Natura del Suono del Signor G. G. [G. G. = Giovanni Galletto]

## Source
- (it) Cet article est partiellement ou en totalité issu de l’article de Wikipédia en italien intitulé « Bernardo Antonio Vittone » (voir la liste des auteurs).